# Cephalops cornutus
Cephalops cornutus är en tvåvingeart som först beskrevs av Hardy 1953.  Cephalops cornutus ingår i släktet Cephalops och familjen ögonflugor.
Artens utbredningsområde är Hawaii. Inga underarter finns listade i Catalogue of Life.